# 王剴 (永樂進士)
王剴（1381年—？），字叔和，福建興化府莆田縣東廂第十三圖人，明朝政治人物。進士出身。

## 生平
永樂六年（1408年）戊子科福建鄉試七十七名舉人，永樂十年（1412年）壬辰科會試七十九名，殿試登進士第三甲第六十名。

## 家族
曾祖父王義方，曾任元浦城縣典史。祖父王伯名。父亲王升遒。